# Clidemia crossosepala
Clidemia crossosepala är en tvåhjärtbladig växtart som beskrevs av August Heinrich Rudolf Grisebach. Clidemia crossosepala ingår i släktet Clidemia och familjen Melastomataceae. Utöver nominatformen finns också underarten C. c. adamsii.